# Грб Душановог царства према илирским грбовницима
Грб Душановог царства према илирским грбовницима је грбовна композиција настала крајем XVI века, на којој су приказани стварни или приписани грбови територија Македоније (Macedoniae), Славоније (Slavoniae), Босне (Bosnae), Бугарске (Bvlgariae), Далмације (Dalmatie), Србије (Svrbiae), Хрватске (Crovatiae), Рашке (Rasciae) и Приморја (Primordiae), као и два мање јаснија грба за које се верује да су династички грбови Немањића и Косача. Композиција је украшена многим периферијама и овенчана је царском круном Немањића.
Претпоставља се да је прва оваква грбовна композиција настала за потребе шпанског адмирала србокатоличког порекла Петра Педра Охмућевића, а онда покренула стварање читавог низа сличних комбинација (махом копије овог) названих „илирски грбовници”.
Савремена историја данас познаје преко 20 тзв. „илирских грбовника”, који садрже ову композицију називајући је: грб цара Стефана Стефана Немањића (лат. Imperatoris Stephani Stephani Nemagnich Insignia) Најпознатији од тих грбовника су: Охмућевићев, Коренић–Неорић, Београдски, Скоројевићев и Фојнички грбовник, чије се композиције (грба Душановог царства) донекле разликују у свом садржају.

## Охмућевићев грбовник
Верује се да је овај грбовник настао у периоду између 1584. и 1594. године за потребе српско-католичког морепловца и адмирал шпанске „Непобедиве армаде“ Петра Педра Охмућевића и у њему се налазе, средњовековни грбови јужнословенских и балканских земаља. Грб представља почетак стварања тзв. „илирских грбовника” који су махом копије овог.

### Опис грба
Над самим штитом стоје три златне витешке кациге са златним крунама, једна у средини и гледа ка напред, а друге две једна на левој, а друга на десној страни и гледају ка средишњој. Све три су огрнуте црвеним плаштом сребрно постављеним. Изнад средишње кациге је над круном бели двоглави орао раширених крила накострешен и оружан златно са златном царском круном на глави. Изнад леве кациге је млада женска плавокоса прилика у белој хаљини која стоји и у десној руци држи црвени барјак, а левом придржава штит са средњовековним грбом Босне. Над десном кацигом је пропети лав у црвеним и белим хоризонталним пругама са златном круном на глави који држи мач. Испод плашта излази златни ланац са златним медаљоном на њему и уоквирује доњи део штита.
Поље штита је подељено на 9 делова, у облику 2:2:2:2:1, где су приказани грбови горе наведених земаља, као и још два династичка грба. Поље штита је подељено у четири нивоа, првих шест су једнаке величине и иду по два у реду редоследом: Македонија и Славонија, Босна и Бугарска, Далмација и (Сремска) Србија, док је задњи ниво подељен на три поља једнаке величине и то за: Хрватску, Рашку и Приморје. У самом центру тог штита је преко осталих стављен мали штит са грбом Немањића, а испод њега још један мањи штит за који се претпоставља да припада породици Косача. Грб Босне у централном делу поља садржи и грб легендарне Илирије.

### Перифералије на врху штита
| Грбови | Значење          | Детаљи | Грбови | Значење           | Детаљи                                                                                               |
| ------ | ---------------- | --- | ------ | ----------------- | --- |
|        | Царска круна     | Круна цара Душана Највећа владарска инсигнија.                                                            |        | Централна челенка | Царски орао Бели Немањићки двоглави орао, са златним кљунима и канџама.                              |
|        | Централна кацига | Витешка кацига Златна витешка кацига са златном краљевском круном Немањића.                               |        | Плашт             | Царски плашт Сребрно-црвени плашт испод витешких кацига.                                             |
|        | Лева челенка     | Барјактарка Млада женска плавокоса прилика у белој хаљини која стоји и у десној руци држи црвену заставу. |        | Десна челенка     | Црвено-бели лав Пропети лав у црвеним и белим хоризонталним пругама са златном круном који држи мач. |
|        | Лева кацига      | Витешка кацига Златна витешка кацига са златном банском (грофовском) круном.                              |        | Десна кацига      | Витешка кацига Златна витешка кацига са златном кнежевском круном.                                   |

### Поља штита
| Грбови | Значење        | Детаљи                                                                  | Грбови | Значење              | Детаљи                                                                    |
| ------ | -------------- | ----------------------------------------------------------------------- | ------ | -------------------- | ------------------------------------------------------------------------- |
|        | Грб Македоније | A Златни лав у раскораку на црвеној подлози.                            |        | Грб Славоније        | B Три црвена хрта у скоку, један испод другог, на сребрној подлози.       |
|        | Грб Босне      | C Две црвене укрштене греде, са илирским грбом, на златној позадини.    |        | Грб Бугарске         | D Црвени пропети лав на златној подлози.                                  |
|        | Грб Далмације  | E Три златне главе лава са златном круном на свакој на плавој подлози.  |        | Грб (Сремске) Србије | F Бели равнокраки крст са четири златна оцила на црвеној подлози.         |
|        | Грб Хрватске   | G Шаховско поље белих и црвених поља, распореда 4х4 (5х4 или 5x5).      |        | Грб Рашке            | H Три сребрне потковице распореда 2:1 окренуте надоле на плавој позадини. |
|        | Грб Немањића   | J Сребрни двоглави орао са два златна крина поред ногу на црвеном.      |        | Грб Косача           | K Црвени пропети лав са златном круном на пољу сребрно-златних линија.    |
|        | Грб Приморја   | I Рука са пуним оклопом савијена у лакту држи сабљу на црвеној подлози. |        | Илирски грб          | C Златна шестокрака звезда над белим полумесецом на црвеној подлози.      |

### Перифералије на дну штита
| Грбови | Значење      | Детаљи                                     | Грбови | Значење        | Детаљи                                                        |
| ------ | ------------ | ------------------------------------------ | ------ | -------------- | ------------------------------------------------------------- |
|        | Царски ланац | Златни ланац повезан алкама облика огњила. |        | Царски медаљон | Златни медаљон са ликом Светог Јеронима, илирског заштитника. |

## Коренић–Неорић грбовник
Грбовник Коренић-Неорић представља најстарији сачувани препис изгубљеног Охумчевићевог грбовника. Датира из 1595. године, а открио га је Људевит Гај једном приликом док је боравио у Дубровнику. Овај грбовник је двојезичан и писан је на латинском и српском ћирилицом, а како стоји у уводу, препис је једне старе књиге из 1340. године, коју је саставио Станислав Рубчић (хералд цара Душана), а која је пронађена на Светој Гори.
Грб Душановог царства је идентична преписка Охмућевићевог грбовника, док су грбови земаља појединачно представљени обавезно са кнежевском круном.
- Грб Босне (Bosnae)
- Грб Србије (Svrbiae)
- Грб Илирије (VllvVriae)

## Београдски грбовник II
Београдски грбовник II је један од најстаријих преписа изгубљеног Охумчевићевог грбовника. Рукопис има 158 нумерисаних страна, на којима су представљени грбови Душановог царства, десет јужнословенских земаља, државе цара Уроша, те грбови 141 племићке породице.
Разлике у приказу грба Српског царства са претходна два грбовника су:
1. царска круна није типична за српску хералдику;
2. две бочне кациге су сребрене са кнежевским крунама;
3. лева челенка је лик краља, а на његовој застави су илирски симболи;
4. плашт је дводелни, леви је црвена постављен златним, а десни је сребрен постављен црвеним;
5. недостају златан ланац и медаљон;

Поља:
- A - златни лав је у раскораку на црвеној подлози;
- B - три сребрена хрта у скоку, један испод другог, на црвеној подлози;
- К - недостаје ово поље.

## Скоројевићев грбовник
Ово је такође један од најстаријих илирских грбовника. Рукопис садржи грбове Душановог и Урошовог царства, Аустријског царства те грбове 157 „илирских“ грбова. Грбовник је саставио Марко Скоројевић око 1637. године и чува се у Дворској библиотеци у Бечу.
Латински назив грба је: „Insign(ia) Regno(rum) Ilustris Imperii Illiricy”, мада се у самом тексту грбовника цар Душан назива Serviorumque et Bosnensium Imperatori Stephano Njemanich.
Грб је доста сличан Београдском грбовнику, а главне разлике су:
- цели плашт је црвен, али је леви део постављен златним, а десни сребреним;
- грб Славоније у пољу B је као у Охмућевићевом грбовнику;
- грб Србије је бели крст на црвеном пољу без оцила.

## Фојнички грбовник
Фојнички грбовник је један од најпознатијих зборника грбова у серији илирске хералдике. То је скуп грбова јужнословенских земаља, као и српских и босанских краљева и племића. Садржи укупно 139 грбова. Грбовник је написао поп Станко Рубчић у част цара Душана. Иако аутор ове књиге ставља 1340. годину као време када је књига написана, Александар Соловјев га датира у период између 1675. и 1688, што га чини знатно каснијим преписом давно изгубљеног оригинала Охмучевићевог грбовника.
Разлике у приказу грба Душановог царства:
Периферије грба:
1. грбовна композиција се назива Заједнички грб тј. грб на ком су садржани грбови свих територија приказаних у грбовнику;
2. круна Царства је овенчана краљевском (не царском) круном;
3. централна челенка је црни двоглави орао:
4. све витешке кациге су сребрене боје;
5. све витешке кациге имају кнежевске круне;
6. изнад леве кациге излази златни пропети лав;
7. изнад десне кациге излази црвени пропети лав;
8. плашт је плави, постављен црвеним;
9. недостају златан ланац и медаљон.

Поља штита:
- A - златни лав је у раскораку на црвеној подлози;
- G - шаховско поље белих и црвених поља, распореда 5 пута 4;
- H - три сребрне потковице распореда 1:2;
- J - црни двоглави орао са две краљевске круне на сребреној позадини;
- K - црвени пропети лав са златном круном на златном пољу.

## Остали илирски грбовници
- Грб Душановог царства према Берлинском грбовнику
- Грб Душановог царства према Моденском грбовнику
- Грб Душановог царства према Сплитском рукопису
- Грб Душановог царства према Оловском грбовнику

Посебности код ових грбова:
- на Берлинском грбовнику у пољу К, лав је црне боје;
- на истом, лик на медаљону је другачијег облика;
- на Моденском грбовнику у пољу Е, двоглави орао има две круне;
- лева челенка (код Моденског и Сплитског) је лик принца са заставом;
- на Сплитском рукопису двоглави орао је црне боје, као и лав у пољу Е;
- Оловски грбовник нема шрафуру, па је позадина свих поља у сребреној боји;
- на грбовнику Дорјанског Влаха (из 16. века), лав у пољу А лежи на црној позадини.

## Разлике у тумачењима садржаја грба Душановог царства
Осим у самом приказу грба, постоје разлике и у тумачењу приказаног садржаја. Хералдичари се слажу са чињеницом да је Охмућевићев грбовник настао као плагијат, али се не слажу око питања да ли су грбови побројаних покрајина стварни из тог времена или су тек у XVI веку приписани истим, као што сматра А Соловјев. Проблем је утолико већи што се за неке покрајине појављују различите верзије грбова, па даје сумњу да је то грб неке друге покрајине или земље:

### Поља штита
| Грбови | Позиција | Значење | Грбови | Позиција | Значење |
| ------ | -------- | --- | ------ | -------- | --- |
|        | поље A   | Златни пропети лав на црвеној подлози. Грб Македоније према неколико илирских грбовника.                                                                           |        | поље B   | Три бела хрта у скоку, један испод другог, на црвеној подлози. Грб Славоније према Београдском грбовнику.                                                           |
|        | поље J   | Црни двоглави орао на сребреној подлози. Грб Немањића према Фојничком грбовнику, али постоје мишљења да је то грб грчких земаља Тесалије и Епира у оквиру Царства. |        | поље K   | Црвени пропети лав на златној подлози (са белим пругама или без њих). Грб Косача у Фојничком грбовнику, али постоји мишљење да је то грб вазалних бугарских земаља. |